# Livistona mariae
Livistona mariae F. Muell. è una palma originaria dell'Australia.

## Descrizione
Ha stipite allargato alla base e alto sino a 25 m, di circa 40 cm di diametro, di colore grigiastro nella parte più vecchia, con tracce anulari persistenti delle cicatrici foliari.
Le foglie sono palmate e di 150–2500 cm di diametro; le più giovani esposte al sole mostrano sfumature rossastre, rimanendo invece verdi se all'ombra. Il picciolo presenta nella metà inferiore delle spine di lunghezza decrescente.
I fiori ermafroditi, riuniti in spadici ascellari, sono di colore giallastro; i frutti rotondi, di colore nero a maturità, sono lunghi 2,5 cm e contengono un seme tondeggiante di 2 cm.

## Distribuzione e habitat
È stata trovata solamente in Australia. Cresce quasi esclusivamente nella Palm Valley, all'interno del Finke Gorge National Park, nel Territorio del Nord.